# Circonscriptions écossaises de Westminster de 1955 à 1974
Les résultats du premier examen périodique de la Commission des frontières pour l'Écosse sont entrés en vigueur pour les élections générales de 1955 à la Chambre des communes du Parlement du Royaume-Uni (Westminster). L'examen a défini 32 circonscriptions de  burgh (BC) et 39 circonscriptions de comté (CC), chacune élisant un Membre du Parlement (MP) au scrutin uninominal à un tour. Par conséquent, l'Écosse avait 71 sièges parlementaires.

Circonscriptions écossaises de Westminster, 1955–1974.

Chaque circonscription était entièrement à l'intérieur d'un comté ou d'un groupement de deux ou trois comtés, ou l'était si les villes d'Aberdeen, Dundee, Édimbourg et Glasgow sont considérées comme appartenant, respectivement, au comté d'Aberdeen, au comté d'Angus, au comté de Midlothian et au comté de Lanark.
Il y a eu des changements dans les limites de neuf circonscriptions écossaises pour les élections générales de 1964 mais, tout au long de la période de 1955 à 1974, il n'y a eu aucun changement dans les groupements de comtés, le nombre total de circonscriptions et de MPs, ou les noms des circonscriptions.
Les résultats du deuxième examen périodique et d'un examen intermédiaire ultérieur ont été mis en œuvre pour les élections générales de février 1974.
| Comté ou comtés                                   | Circonscription ou circonscriptions   | Contenu de la circonscription |
| ------------------------------------------------- | ------------------------------------- | --- |
| Aberdeen y compris la city d'Aberdeen             | Aberdeen North BC                     | Cairncry, St Andrew's, St Clement's, St Machar, St Nicholas, et Woodside wards de la city Modification mineure des limites générales de 1950 à 1955 |
| Aberdeen y compris la city d'Aberdeen             | Aberdeen South BC                     | Ferryhill, Holburn, Rosemount, Rubislaw, Ruthrieston, et Torry wards de la city Modification mineure des limites générales de 1950 à 1955 |
| Aberdeen y compris la city d'Aberdeen             | East Aberdeenshire CC                 | Deer, Ellon, and Turriff districts du comté Burghs de Ellon, Fraserburgh, Peterhead, Rosehearty, et Turriff |
| Aberdeen y compris la city d'Aberdeen             | West Aberdeenshire CC                 | Aberdeen, Alford, Deeside, Garioch et Huntly districts du comté Burghs de Ballater, Huntly, Inverurie, Kintore, et Oldmeldrum |
| Angus, y compris la city de Dundee, et Kincardine | Dundee East BC                        | Premier, quatrième, cinquième, dixième, onzième et douzième wards de la city Limite globale de 1950 à 1955 |
| Angus, y compris la city de Dundee, et Kincardine | Dundee West BC                        | Deuxième, troisième, sixième, septième, huitième et neuvième wards de la city Limite globale de 1950 à 1955 |
| Angus, y compris la city de Dundee, et Kincardine | North Angus and Mearns CC             | Comté de Kincardine Brechin et districts de Montrose du comté d'Angus Burghs de Brechin et Montrose dans le comté d'Angus Limite globale de 1950 à 1955 |
| Angus, y compris la city de Dundee, et Kincardine | South Angus CC                        | Districts de Carnoustie, Forfar, Kirriemuir et Monifieth du comté d'Angus Burghs de Arbroath, Carnoustie, Forfar, Kirriemuir, et Monifieth dans le comté d'Angus Limite globale de 1950 à 1955 |
| Argyll                                            | Argyll CC                             | Comté d'Argyll Limite globale de 1918 à 1955 |
| Ayr and Bute                                      | Ayr CC                                | Partie du district d'Ayr Burghs d'Ayr et Prestwick dans le comté d'Ayr Limite globale de 1950 à 1955 |
| Ayr and Bute                                      | Bute and North Ayrshire CC            | Comté de Bute Salcoats district du comté d'Ayr Burghs de Ardrossan, Largs, Saltcoats et Stevenston dans le comté d' Ayr Modification mineure des limites générales de 1950 à 1955 |
| Ayr and Bute                                      | Central Ayrshire CC                   | Districts d' Irvine et de Kilwinning et une partie d' Ayr et une partie des districts de Kilmarnock du comté d' Ayr Burghs d'Irvine, Kilwinning, Stewarton, et Troon dans le comté d'Ayr Modification mineure des limites générales de 1950 à 1955                                                                    |
| Ayr and Bute                                      | Kilmarnock CC                         | District de Newmilns et partie du district de Kilmarnock du comté d'Ayr Burghs de Darvel, Galston, Kilmarnock, et Newmilns and Greenholm dans le comté d'Ayr Limite globale de 1950 à 1955 |
| Ayr and Bute                                      | South Ayrshire CC                     | Districts de Cumnock, Dalmellington, Girvan et Maybole du comté d'Ayr Burghs de Cumnock and Holmhead, Girvan, et Maybole dans le comté d'Ayr Limite globale de 1950 à 1955 |
| Banff                                             | Banffshire CC                         | Comté de Banff Limite globale de 1918 à 1955 |
| Berwick and East Lothian                          | Berwick and East Lothian CC           | Comtés de Berwick et East Lothian Limite globale comme Berwick and Haddington CC 1918 à 1950 et Berwick et East Lothian 1950 à 1955 |
| Caithness and Sutherland                          | Caithness and Sutherland CC           | Comtés de Caithness et Sutherland Limite globale de 1950 à 1955 |
| Dumfries                                          | Dumfriesshire CC                      | Comté de Dumfries Limite globale de 1950 à 1955 |
| Dunbarton                                         | East Dunbartonshire CC                | Districts de Cumbernauld, Kirkintilloch et New Kilpatrick Burghs de Clydebank, Kirkintilloch, et Milngavie Limite globale de 1951 à 1955 |
| Dunbarton                                         | West Dunbartonshire CC                | HHelensburgh, Old Kilpatrick et Vale of Leven districts Burghs de Cove and Kilcreggan, Dumbarton, et Helensburgh Limite globale de 1951 à 1955 |
| Fife                                              | Dunfermline Burghs BC                 | 1955: Burghs de Cowdenbeath, Dunfermline, Inverkeithing, et Lochgelly Limite globale comme 1950 à 1955 1964: Description comme 1955 mais burgh de Dumfermline modifié |
| Fife                                              | Kirkcaldy Burghs BC                   | Burghs de Buckhaven and Methil, Burntisland, Kinghorn, et Kirkcaldy Modification mineure des limites générales de 1951 à 1955 |
| Fife                                              | East Fife CC                          | Districts d'Anstruther, Cupar et St Andrews et une partie du district de Wemyss Burghs de Auchtermuchty, Crail, Elie and Earlsferry, Falkland, Kilrenny and Anstruther Easter and Anstruther Wester, Ladybank, Leven, Newburgh, Newport, Pittenweem, St Andrews, St Monance, et Tayport Limite globale de 1950 à 1955 |
| Fife                                              | West Fife CC                          | 1955: Districts de Dunfermline, Kirkcaldy et Lochgelly et une partie du district de Wemyss Burghs de Culross, Leslie, et Markinch Modification mineure des limites générales de 1951 à 1955 1964: Description comme 1955 mais le district de Kirkcaldy a été modifié                                                  |
| Inverness and Ross and Cromarty                   | Inverness CC                          | Comté d'Inverness sauf les districts des Hébrides extérieures (Barra, Harris, North Uist, et South Uist) Limite globale de 1918 à 1955 |
| Inverness and Ross and Cromarty                   | Ross and Cromarty CC                  | Comté de Ross and Cromarty sauf les districts des Hébrides extérieures (Lewis) et le burgh (Stornoway) Limite globale de 1918 à 1955 |
| Inverness and Ross and Cromarty                   | Western Isles CC                      | Districts des Hébrides extérieures (Barra, Harris, North Uist, et South Uist) du comté d'Inverness District des Hébrides extérieures (Harris) du comté de Ross and Cromarty Burgh des Hébrides extérieures de Stornoway dans le comté de Ross and Cromarty Limite globale de 1918 à 1955                              |
| Kirkcudbright and Wigtown                         | Galloway                              | Comtés de Kirkcudbright and Wigtown Limite globale de 1950 à 1955 |
| Lanark, y compris la city de Glasgow              | Coatbridge and Airdrie BC             | Burghs de Coatbridge et Airdrie Modification mineure des limites générales de 1950 à 1955 |
| Lanark, y compris la city de Glasgow              | Glasgow Bridgeton BC                  | Carlton and Dalmarnock wards et partie du Mile-End ward de la city |
| Lanark, y compris la city de Glasgow              | Glasgow Cathcart BC                   | Cathcart and Langside wards et partie du Govanhill ward de la city Limite globale de 1950 à 1955 |
| Lanark, y compris la city de Glasgow              | Glasgow Central BC                    | Cowcaddens and Townhead wards et partie du Exchange ward de la city |
| Lanark, y compris la city de Glasgow              | Glasgow Craigton BC                   | Craigton ward et partie du Fairfield et partie du Pollokshields wards de la city |
| Lanark, y compris la city de Glasgow              | Glasgow Gorbals BC                    | Gorbals and Hutchesontown wards et partie du Govanhill et partie du Kingston wards de la city |
| Lanark, y compris la city de Glasgow              | Glasgow Govan BC                      | Govan and Kinning park wards et partie du Fairfield et partie du Kingston wards de la city |
| Lanark, y compris la city de Glasgow              | Glasgow Hillhead BC                   | Kelvinside and Partick West wards et partie du Whiteinch ward de la city |
| Lanark, y compris la city de Glasgow              | Glasgow Kelvingrove BC                | Anderston and Park wards et partie du Exchange ward de la city |
| Lanark, y compris la city de Glasgow              | Glasgow Maryhill BC                   | Maryhill and Ruchill wards de la city Limite globale de 1950 à 1955 |
| Lanark, y compris la city de Glasgow              | Glasgow Pollok BC                     | Camphill and Pollokshaws wards et partie du Pollokshields ward de la city |
| Lanark, y compris la city de Glasgow              | Glasgow Provan BC                     | Dennistoun and Provan wards de la city |
| Lanark, y compris la city de Glasgow              | Glasgow Scotstoun BC                  | Knightswood and Yoker wards et une partie du ward Whiteinch de la city |
| Lanark, y compris la city de Glasgow              | Glasgow Shettleston BC                | Parkhead, et les wards Shettleston and Tollcross et une partie du ward Mile-End de la city Limite globale de 1950 à 1955 |
| Lanark, y compris la city de Glasgow              | Glasgow Springburn BC                 | Cowlairs and Springburn wards de la city |
| Lanark, y compris la city de Glasgow              | Glasgow Woodside BC                   | North Kelvin, Partick East, et Woodside wards de la city |
| Lanark, y compris la city de Glasgow              | Bothwell CC                           | Sixième district et partie du neuvième district Modification mineure des limites générales de 1950 à 1955 |
| Lanark, y compris la city de Glasgow              | Hamilton CC                           | Partie du quatrième et partie du cinquième district Limite globale de 1950 à 1955 |
| Lanark, y compris la city de Glasgow              | Lanark CC                             | Premier, deuxième et troisième districts et une partie du quatrième et une partie du cinquième districts Burghs de Biggar et Lanark Limite globale de 1918 à 1955 |
| Lanark, y compris la city de Glasgow              | Motherwell CC                         | Partie du septième district Burgh de Motherwell et Wishaw, Lanarkshire Modification mineure des limites générales de 1950 à 1955 |
| Lanark, y compris la city de Glasgow              | North Lanarkshire CC                  | Partie du septième et partie du neuvième districts Modification mineure des limites générales de 1950 à 1955 |
| Lanark, y compris la city de Glasgow              | Rutherglen CC                         | Huitième district Burgh de Rutherglen Limite globale de 1950 à 1955 |
| Midlothian, y compris la city d'Edinburgh         | Edinburgh Central BC                  | George Square, Holyroood, St Giles wards et une partie du Gorgie-Dalry ward de la city |
| Midlothian, y compris la city d'Edinburgh         | Edinburgh East BC                     | 1955: Craigentinny, Craigmillar, et Portobello wards de la city Burgh de Musselburgh Modification mineure des limites générales de 1950 à 1955 1964: Description comme 1955 mais burgh de Musselburgh modifié |
| Midlothian, y compris la city d'Edinburgh         | Edinburgh Leith BC                    | Central Leith, South Leith, et West Leith wards de la city |
| Midlothian, y compris la city d'Edinburgh         | Edinburgh North BC                    | Broughton, Calton, et St Andrew's wards de la city Limite globale de 1950 à 1955 |
| Midlothian, y compris la city d'Edinburgh         | Edinburgh Pentlands BC                | 1955: Collinton, Merchiston, et Sighthill wards et une partie du Gorgie-Dalry ward de la city 1964: description comme 1955 mais ward de Sighthill modifié |
| Midlothian, y compris la city d'Edinburgh         | Edinburgh South BC                    | 1955: Liberton, Morningside, and Newington wards de la city Limite globale de 1950 à 1955 1964: description comme 1955 mais wards Liberton modifié |
| Midlothian, y compris la city d'Edinburgh         | Edinburgh West BC                     | 1955: Wards de Corstorphine, Murrayfield-Cramond et Pilton et une partie du wards de St Bernard's 1964: description comme 1955 mais ward de Corstorphine modifié |
| Midlothian, y compris la city d'Edinburgh         | Midlothian CC                         | 1955: comté de Midlothian sauf city d'Edinburgh et burgh de Musselburgh 1964: comté de Midlothian sauf city d'Edinburgh et burgh modifié de Musselburgh |
| Moray and Nairn                                   | Moray and Nairn CC                    | Comtés de Moray and Nairn Limite globale de 1918 à 1955 |
| Orkney and Shetland                               | Orkney and Zetland CC                 | Comtés des Orkney and Shetland Limite globale de 1918 à 1955 |
| Peebles, Roxburgh and Selkirk                     | Roxburgh, Selkirk and Peebles CC      | Comtés de Peebles, Roxburgh et Selkirk |
| Perth and Kinross                                 | Kinross and West Perthshire CC        | Comté de Kinross Central, Highland et Western districts du comté de Perth Burghs de Aberfeldy, Auchterarder, Callander, Crieff, Doune, Dunblane, et Pitlochry dans le comté de Perth Limite globale comme Kinross and Western Perthshire 1918 à 1950 et Perth et West Perthshire 1950 à 1955                          |
| Perth and Kinross                                 | Perth and East Perthshire CC          | Eastern and Perth districts du comté de Perth Burghs de Abernethy, Alyth, Blairgowrie and Rattray, Coupar Angus, et Perth Limite globale comme Perth de 1918 à 1950 et Perth et East Perthshire de 1950 à 1955 |
| Renfrew                                           | Greenock BC                           | 1955: Burgh de Greenock 1964: Burgh modifié de Greenock |
| Renfrew                                           | Paisley BC                            | Burgh de Paisley Limite globale de 1950 à 1955 |
| Renfrew                                           | East Renfrewshire CC                  | Premier et deuxième districts Burghs de Barrhead et Renfrew Limite globale de 1951 à 1955 |
| Renfrew                                           | West Renfrewshire CC                  | 1955: Troisième, quatrième et cinquième districts Burghs de Gourock et Johnstone 1964: Description comme 1955 mais cinquième district modifié |
| Stirling and Clackmannan                          | Stirling and Falkirk Burghs           | Burghs de Falkirk, Grangemouth, et Stirling dans le comté de Stirling Modification mineure des limites générales de 1950 à 1955 |
| Stirling and Clackmannan                          | Clackmannan and East Stirlingshire CC | Comté de Clackmannan Eastern Number One, Eastern Number Two et Eastern Number Three districts du comté de Stirlingg |
| Stirling and Clackmannan                          | West Stirlingshire CC                 | Central Number One, Central Number Two, Western Number One, Western Number Two et Western Number Three districts du comté de Stirling Burghs de Bridge of Allan, Denny and Dunipace, et Kilsyth dans le comté de Stirling                                                                                             |
| West Lothian                                      | West Lothian CC                       | Comté de West Lothian Limite globale comme Linlithgow 1918 à 1950 et West Lothian 1950 à 1955 |